# Бронзов сом
Бронзовият сом (Corydoras aeneus) е вид тропическа сладководна риба от семейство Калихтиди (Callichthyidae). Тя е широко разпространена в Южна Америка в източната част на Андите, от Колумбия и Тринидад до басейна на Рио де ла Плата.

## Описание
Размерът на възрастните мъжки е около 6,5 cm, а на женските – 7 cm. Средната им продължителност на живота е около 10 години. Тези риби са с жълто или розово тяло и бял корем, а по гърба и над главата са оцветени в сиво-синьо. Перките им са жълти или розови.